# Tập Hiền
Tập Hiền (chữ Hán giản thể: 集贤县, âm Hán Việt: Tập Hiền huyện) là một huyện thuộc địa cấp thị Song Áp Sơn, tỉnh Hắc Long Giang, Cộng hòa Nhân dân Trung Hoa. Huyện này có diện tích 2860 km², dân số 310.000 người, mã số bưu chính 155900. Chính quyền huyện đóng ở trấn Phúc Lợi. Huyện Tập Hiền được chia thành 5 trấn và 7 hương.
- Trấn: Phúc Lợi, Tập Hiền, Phong Lạc, Thăng Xương, Thái Bình.
- Hương: Vĩnh An, Yêu Truân, Liên Minh, Sa Cương, Lê Minh, Sơn Khu, Hưng An.

## Khí hậu
| Dữ liệu khí hậu của Tập Hiền, elevation 102 m (335 ft), (1991–2020 normals, extremes 1981–2010) | Dữ liệu khí hậu của Tập Hiền, elevation 102 m (335 ft), (1991–2020 normals, extremes 1981–2010) | Dữ liệu khí hậu của Tập Hiền, elevation 102 m (335 ft), (1991–2020 normals, extremes 1981–2010) | Dữ liệu khí hậu của Tập Hiền, elevation 102 m (335 ft), (1991–2020 normals, extremes 1981–2010) | Dữ liệu khí hậu của Tập Hiền, elevation 102 m (335 ft), (1991–2020 normals, extremes 1981–2010) | Dữ liệu khí hậu của Tập Hiền, elevation 102 m (335 ft), (1991–2020 normals, extremes 1981–2010) | Dữ liệu khí hậu của Tập Hiền, elevation 102 m (335 ft), (1991–2020 normals, extremes 1981–2010) | Dữ liệu khí hậu của Tập Hiền, elevation 102 m (335 ft), (1991–2020 normals, extremes 1981–2010) | Dữ liệu khí hậu của Tập Hiền, elevation 102 m (335 ft), (1991–2020 normals, extremes 1981–2010) | Dữ liệu khí hậu của Tập Hiền, elevation 102 m (335 ft), (1991–2020 normals, extremes 1981–2010) | Dữ liệu khí hậu của Tập Hiền, elevation 102 m (335 ft), (1991–2020 normals, extremes 1981–2010) | Dữ liệu khí hậu của Tập Hiền, elevation 102 m (335 ft), (1991–2020 normals, extremes 1981–2010) | Dữ liệu khí hậu của Tập Hiền, elevation 102 m (335 ft), (1991–2020 normals, extremes 1981–2010) | Dữ liệu khí hậu của Tập Hiền, elevation 102 m (335 ft), (1991–2020 normals, extremes 1981–2010) |
| Tháng                                                                                           | 1                                                                                               | 2                                                                                               | 3                                                                                               | 4                                                                                               | 5                                                                                               | 6                                                                                               | 7                                                                                               | 8                                                                                               | 9                                                                                               | 10                                                                                              | 11                                                                                              | 12                                                                                              | Năm                                                                                             |
| ----------------------------------------------------------------------------------------------- | ----------------------------------------------------------------------------------------------- | ----------------------------------------------------------------------------------------------- | ----------------------------------------------------------------------------------------------- | ----------------------------------------------------------------------------------------------- | ----------------------------------------------------------------------------------------------- | ----------------------------------------------------------------------------------------------- | ----------------------------------------------------------------------------------------------- | ----------------------------------------------------------------------------------------------- | ----------------------------------------------------------------------------------------------- | ----------------------------------------------------------------------------------------------- | ----------------------------------------------------------------------------------------------- | ----------------------------------------------------------------------------------------------- | ----------------------------------------------------------------------------------------------- |
| Cao kỉ lục °C (°F)                                                                              | 3.9 (39.0)                                                                                      | 9.2 (48.6)                                                                                      | 18.6 (65.5)                                                                                     | 30.8 (87.4)                                                                                     | 33.1 (91.6)                                                                                     | 36.9 (98.4)                                                                                     | 38.6 (101.5)                                                                                    | 34.7 (94.5)                                                                                     | 32.5 (90.5)                                                                                     | 26.6 (79.9)                                                                                     | 17.2 (63.0)                                                                                     | 7.1 (44.8)                                                                                      | 38.6 (101.5)                                                                                    |
| Trung bình ngày tối đa °C (°F)                                                                  | −11.8 (10.8)                                                                                    | −6.7 (19.9)                                                                                     | 1.8 (35.2)                                                                                      | 12.8 (55.0)                                                                                     | 20.9 (69.6)                                                                                     | 25.6 (78.1)                                                                                     | 27.8 (82.0)                                                                                     | 26.1 (79.0)                                                                                     | 21.2 (70.2)                                                                                     | 12.2 (54.0)                                                                                     | −0.5 (31.1)                                                                                     | −10.3 (13.5)                                                                                    | 9.9 (49.9)                                                                                      |
| Trung bình ngày °C (°F)                                                                         | −16.6 (2.1)                                                                                     | −12.0 (10.4)                                                                                    | −3.3 (26.1)                                                                                     | 7.1 (44.8)                                                                                      | 15.0 (59.0)                                                                                     | 20.2 (68.4)                                                                                     | 23.1 (73.6)                                                                                     | 21.2 (70.2)                                                                                     | 15.4 (59.7)                                                                                     | 6.8 (44.2)                                                                                      | −5.1 (22.8)                                                                                     | −14.7 (5.5)                                                                                     | 4.8 (40.6)                                                                                      |
| Tối thiểu trung bình ngày °C (°F)                                                               | −21.0 (−5.8)                                                                                    | −17.4 (0.7)                                                                                     | −8.9 (16.0)                                                                                     | 1.2 (34.2)                                                                                      | 9.0 (48.2)                                                                                      | 14.8 (58.6)                                                                                     | 18.2 (64.8)                                                                                     | 16.4 (61.5)                                                                                     | 9.7 (49.5)                                                                                      | 1.3 (34.3)                                                                                      | −9.7 (14.5)                                                                                     | −19.0 (−2.2)                                                                                    | −0.4 (31.2)                                                                                     |
| Thấp kỉ lục °C (°F)                                                                             | −35.1 (−31.2)                                                                                   | −30.2 (−22.4)                                                                                   | −26.1 (−15.0)                                                                                   | −12.3 (9.9)                                                                                     | −2.6 (27.3)                                                                                     | 4.3 (39.7)                                                                                      | 9.6 (49.3)                                                                                      | 7.4 (45.3)                                                                                      | −2.9 (26.8)                                                                                     | −12.9 (8.8)                                                                                     | −25.4 (−13.7)                                                                                   | −33.0 (−27.4)                                                                                   | −35.1 (−31.2)                                                                                   |
| Lượng Giáng thủy trung bình mm (inches)                                                         | 6.8 (0.27)                                                                                      | 4.8 (0.19)                                                                                      | 14.2 (0.56)                                                                                     | 26.2 (1.03)                                                                                     | 57.1 (2.25)                                                                                     | 88.2 (3.47)                                                                                     | 118.9 (4.68)                                                                                    | 114.7 (4.52)                                                                                    | 63.1 (2.48)                                                                                     | 32.1 (1.26)                                                                                     | 15.3 (0.60)                                                                                     | 10.8 (0.43)                                                                                     | 552.2 (21.74)                                                                                   |
| Số ngày giáng thủy trung bình (≥ 0.1 mm)                                                        | 6.3                                                                                             | 4.8                                                                                             | 7.1                                                                                             | 8.0                                                                                             | 11.9                                                                                            | 13.6                                                                                            | 13.3                                                                                            | 13.4                                                                                            | 10.1                                                                                            | 7.5                                                                                             | 6.7                                                                                             | 8.5                                                                                             | 111.2                                                                                           |
| Số ngày tuyết rơi trung bình                                                                    | 9.1                                                                                             | 6.8                                                                                             | 8.4                                                                                             | 4.0                                                                                             | 0.1                                                                                             | 0                                                                                               | 0                                                                                               | 0                                                                                               | 0                                                                                               | 2.6                                                                                             | 8.0                                                                                             | 11.1                                                                                            | 50.1                                                                                            |
| Độ ẩm tương đối trung bình (%)                                                                  | 67                                                                                              | 61                                                                                              | 55                                                                                              | 51                                                                                              | 55                                                                                              | 67                                                                                              | 75                                                                                              | 78                                                                                              | 70                                                                                              | 59                                                                                              | 60                                                                                              | 67                                                                                              | 64                                                                                              |
| Số giờ nắng trung bình tháng                                                                    | 179.5                                                                                           | 207.6                                                                                           | 244.2                                                                                           | 231.2                                                                                           | 241.3                                                                                           | 229.9                                                                                           | 228.8                                                                                           | 217.6                                                                                           | 214.0                                                                                           | 191.9                                                                                           | 161.0                                                                                           | 154.0                                                                                           | 2.501                                                                                           |
| Phần trăm nắng có thể                                                                           | 64                                                                                              | 71                                                                                              | 66                                                                                              | 57                                                                                              | 52                                                                                              | 49                                                                                              | 48                                                                                              | 50                                                                                              | 57                                                                                              | 58                                                                                              | 58                                                                                              | 58                                                                                              | 57                                                                                              |
| Nguồn: China Meteorological Administration                                                      |                                                                                                 |                                                                                                 |                                                                                                 |                                                                                                 |                                                                                                 |                                                                                                 |                                                                                                 |                                                                                                 |                                                                                                 |                                                                                                 |                                                                                                 |                                                                                                 |                                                                                                 |